# Rue Poulbot
Die Rue Poulbot ist eine Straße im 18. Arrondissement von Paris.

## Lage
Die Rue Poulbot ist eine Sackgasse auf dem Hügel des Montmartre, die zum Place du Calvaire führt.

## Namensursprung
Sie erhielt den Namen des Zeichners Francisque Poulbot (1879–1946), der vor allem die Gassenjungen des Montmartre zeichnete.  

## Geschichte
Der historische Ursprung der Straße liegt in der Gemeinde Montmartre, ehe sie 1863 in das Pariser Straßenverzeichnis aufgenommen wurde. Im sogenannten «Maquis» des Hügels gelegen, hieß der Weg bis 1967 «Impasse Trainée». Als Rue Poulbot kam 1970 ein Teil des Place du Calvaire hinzu. 
Die Straße ist heute Teil des Touristenviertels um den Place du Tertre in Alt–Montmartre.

## Sehenswürdigkeiten

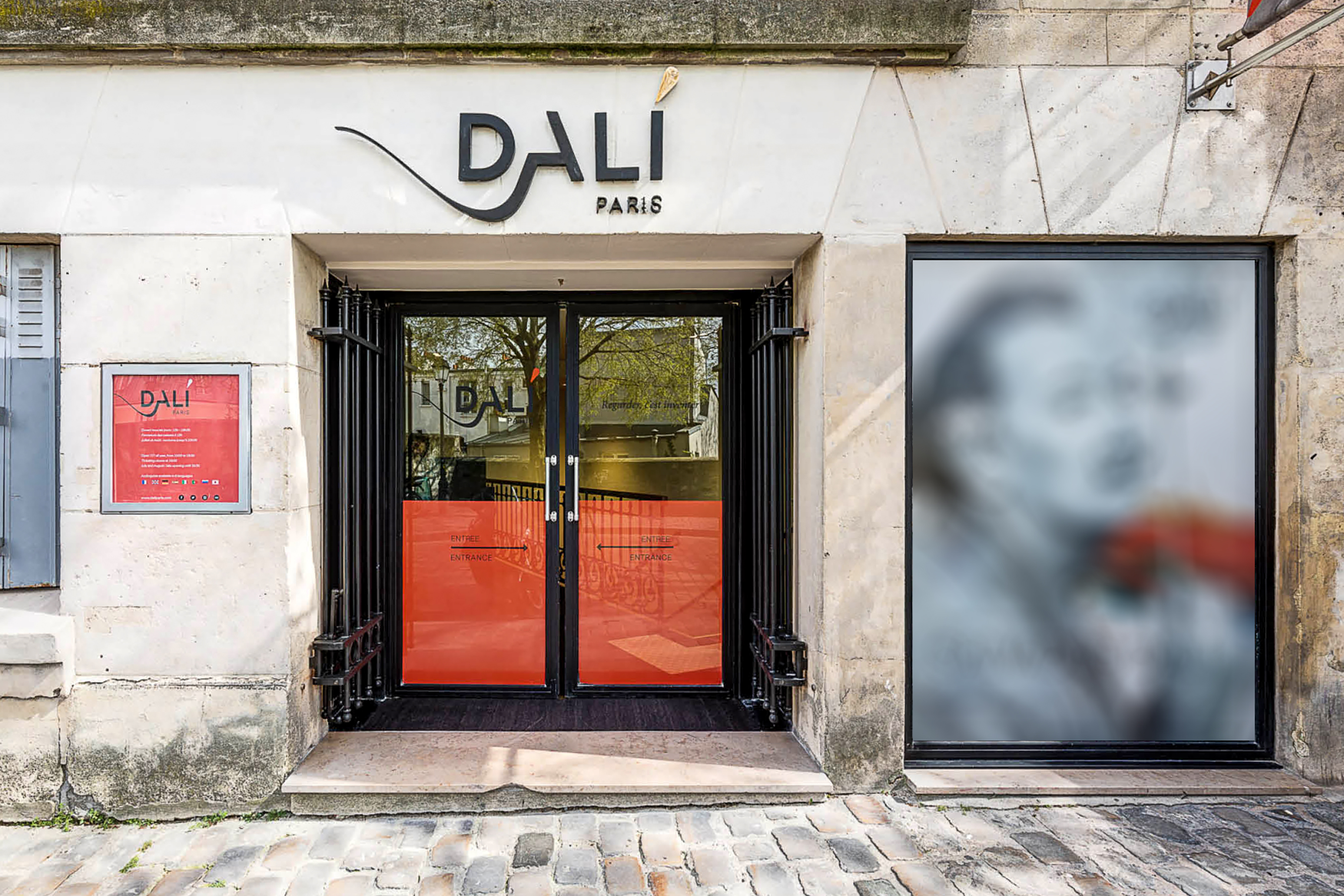
Eingang zum Museum Dali

Am Ende der Straße (Nr. 11) und am Übergang zum Place du Calvaire befindet sich das Museum Dalí Paris.
Louis-Ferdinand Céline nimmt in seinem Roman Féerie pour une autre fois mehrfach Bezug auf die Impasse Trainée.